# Agapetus fuscipes
Agapetus fuscipes là một loài Trichoptera trong họ Glossosomatidae. Chúng phân bố ở miền Cổ bắc.